# Marquesat d'Incisa
El marquesat d'Incisa fou una jurisdicció feudal italiana derivada de la divisió de dominis de la família dels Aleramici al Piemont, que en la seva màxima extensió abraçava Carentino, Bergamasco, Incisa, Castelnuovo, Vaglio, Betonia i Cerreto.

## Orígens
El primer testimoni del castell d'Incisa es remunta al 27 de desembre de 984
El marquesat d'Incisa es va originar en Bonifaci del Vasto. Aquest tenia dos germans (més grans?): Anselm IV i Manfred que havien mort vers 1079 o 1080 1080; Anselm IV s'havia casat, o almenys s'havia fet la promesa de contracte formal (esposalles en italià desponsata) amb l'última descendent dels marquesos de Sezzadio. Immediatament després de la mort del seu germà, Bonifaci sembla que es va casar al seu torn amb ella, tot i l'oposició del papa Gregori VII, que va considerar "incestuós" el matrimoni. D'aquest enllaç van néixer Bonifaci, fundador del marquesat d'Incisa, i una filla, promesa del rei Lluís VI de França. El matrimoni de Bonifaci va acabar sent declarat il·legal pel papa i el casament de la filla amb el rei francès se'n va anar en orris. Bonifaci el Jove, dit Bonifaci Major, l'únic fill mascle d'aquest matrimoni, no va poder participar en l'herència de Bonifaci del Vasto que va tenir set fills d'un segon matrimoni, bé per la seva condició de bord o més probablement per haver estat desheretat pel pare a causa d'un conflicte entre ambdós (1125) doncs al testament recorda "che il figlio lo avrebbe imprigionato e consegnato a suoi "mortali nemici" ("Que el fill l'havia empresonat i entregat al seu mortal enemic"). Bonifaci va anar a la Pulla on va ajudar a Roger II de Sicília a sufocar la revolta dels vassalls de la regió, i va ser nomenat comte de Gravina, desapareixent després de 1144; va tenir dos fills: Albert, comte de Gravina testimoniat el 1157 i Manfred, senyor de Policoro. Albert va reaparèixer el 1161 a Gènova, on va adquirir Cerreto i altres terrenys propers a Incisa, la qual fou triada com el lloc de residència per la seva ubicació estratègica. Incisa i altres castells del voltant (Bergamasco, Carentino, Castelnuovo Belbo, Vaglio Serra, Betonia i Cerreto) potser eren un llegat de la seva àvia materna, l'última hereva del Marquesat de Sezzadio també dels aleramici.
Albert es va casar amb l'enèrgica Domicella o Domitila d'Incisa, probablement filla de Bernard della Rocchetta, que li va aportar en dot els castells de Rocchetta i Montaldo. Albert i Domicella va tenir sis fills (Albert II, Guillem, Ramon, Jaume, Manfred i Pagà) i tres filles (Domicella II, Berta i Margarida). Domicella i la seva filla del mateix nom s'esmenten al Carroccio de Raimbaut de Vaqueiras entre les dames que competien per la primacia de la bellesa. Albert era un aliat de Frederic I Barbaroja i va haver de lluitar amb els habitants d'Asti que havien ocupat Montaldo vers la meitat del segle.
Albert va morir en 1188 en un combat en què el seu fill gran, Albert II, va quedar ferit de gravetat. Domicella va agafar la regència per mantenir el marquesat.
El 1189 Domicella va córrer el risc de comprometre la seva sort al capturar dos ambaixadors genovesos, Ansaldo Bofferio ed Enrico Detesalve, quan anaven a les cots de França i Anglaterra, i pels quals va exigir un rescat, segurament amb l'excusa que no havien pagat el peatge requerit. Ho van aprofitar la República de Gènova i el marquès de Monferrato (lligat a Gènova, on també tenia una residència) per obtenir de l'emperador Enric VI, la confiscació del feu i les propietats, que foren transferides al marquès Bonifaci I de Montferrat. Domicella va reaccionar fortament amb un canvi de front. El 3 de desembre de 1190 va cedir a Asti les poblacions de Rocchetta i de Montaldo, de les quals va ser seguidament subinefudada; dues de les seves filles, Domicella i Berta, es van casar amb membres de la família Sirio d'Asti. Així i tot el decret imperial només es va derogar després d'un segle i mig 1344 però el marquès de Monferrato va haver de renunciar a les seves pretensions.

## El marquesat entre els segles XIII i XV
En una divisió del patrimoni el 1203 els dos fills menors d'edat, Manfred i Pagà, van obtenir Rocchetta i Montaldo, iniciant la branca dels Incisa della Rocchetta. Incisa i pobles dels voltants, però, eren governades pel consorci dels altres fills i nebots d'Albert.
Van estar al bàndol dels gibel·lins, que es trobaven en dificultats al segle xiv després de la guerra dels Anjou al Piemont. El 1305 va haver de reconèixer la supremacia dels marquesos de Montferrat, que van confirmar la independència d'Incisa l'any 1364
La política dels Incisa va oscil·lar entre donar suport a la casa Monferrato o seguir als veïns Visconti. El marquès Petríno va estipular el 1428 una aliança amb Milà, obtenint certs privilegis i anant a la guerra en contra Amadeu VIII de Savoia.
Encara que després els Incisa van restar aliats dels ducs de Milà contra la Lliga Italiana i el marquès de Montferrat. Per la pau de Lodi del 1454 els Incisa van ser alliberats de l'obligació de lleialtat que els unia als Montferrat i el 1466, ja obertament, van jurar lleialtat a l'estat de Milà.

## Odó d'Incisa Odón i la cessió als Montferrat
Si la submissió i aliança temporal amb els senyors veïns (no només Monferrato i Visconti, sinó també els Savoia i el rei de França) eren necessàries per preservar un espai d'autonomia, aquestes relacions també influïen en la compacitat o heterogeneïtat del grup familiar. Durant el segle xv, dins de la família dels marquesos van sorgir nombrosos antagonismes, recolzats principalment pel suport dels marquesos de Montferrat i dels ducs de Milà.
Odó d'Incisa, un senyor dotat de particular carisma, que el 1487 juntament amb el seu germà Secondino i el seu cosí Albert, va obtenir del marquès Bonifaci III de Montferrat la investidura de la totalitat del marquesat amb exclusió dels altres familiars i persones i iniciant una venjança ferotge contra els cosins Hipòlit i Pere Maria.
Odó més tard es va convertir en vassall del rei de França i el duc de Savoia per oposar-se als seus parents, recolzats al seu torn ara pel marquès de Monferrato. Amb suport de Ludovic el Moro va forçar als altres membres del consorci a cedir la seva quota i l'11 de setembre de 1497 va obtenir de l'emperador la investidura única del marquesat, amb dret de primogenitura.
La caiguda de Lluís Maria Sforza en mans dels francesos a l'agost de 1500 va portar a Odó a donar suport al duc Carles III de Savoia,Vicari Imperial. El maig de 1513 es va posar d'acord amb aquest per rebre la investidura com a marquès de Montferrat, però va ser descobert pel llavors titular a Casale Monferrato, Guillem IX: el 24 de juliol de 1514 Guillem va assetjar Incisa que va caure sense dificultat. Odó i el seu fill gran, Badó, van ser condemnats a mort i executats a Nizza della Paglia, moderna Nizza Monferrato.
Guillem va annexionar el feu d'Incisa i va obligar els marquesos desposseïts per Odó a reconèixer-se com els seus vassalls. No obstant això, el marquesat d'Incisa era un feu imperial, i Guillem va ser acusat de traïció davant la cort imperial. Després d'una llarga disputa amb l'emperador, hàbilment gestionada per l'orador montferratí Urbano da Serralunga, l'assumpte es va resoldre a favor de Guillem i el territori d'Incisa va ser annexat als dominis de Montferrat amb autorització imperial de 20 de gener de 1518.
El gener de 1519 Guillem ja havia mort (l'octubre anterior) i es va dur a terme el jurament de lleialtat dels súbdits al nou marquès Bonifaci IV de Montferrat, que no va mantenir el nou feu. Va morir el 1530 i el 1533 el fill de Odó, Juan Jaume (Giangiacomo) i el seu nebot Boarello, va obtenir de Milà que el marquesat tornés a les seves mans. En 1536 Juan Jaume va obtenir la investidura imperial, però va morir el 1545.
Va ser llavors l'única hereva la filla del seu cosí Boarello II, fill de Secondino, que va renunciar als seus drets el 1548 a canvi dels feus senyorials de Camerana i Gottasecca després d'una llarga lluita davant del senat de Milà amb els Gonzaga, ara, almenys nominalment, marquesos de Montferrat (1575) i ducs de Montferrat (des de 1575).